# Maulbronn
Maulbronn település Németországban, azon belül Baden-Württembergben. Lakosainak száma 6697 fő (2023. december 31.). Területén található az egyik legjelentősebb és legjobb állapotban megmaradt középkori kolostor, a Maulbronni kolostoregyüttes, melynek tanítványa volt többek között Hölderlin és Hermann Hesse is.  

## Népesség
A település népessége az elmúlt években az alábbi módon változott:
| Lakosok száma | 4350 | 5145 | 6176 | 5776 | 5819 | 6379 | 6490 | 6861 | 6320 | 6697 |
|               | 1961 | 1967 | 1974 | 1980 | 1987 | 1993 | 2000 | 2006 | 2013 | 2023 |